# Madhuri Dixit
Madhuri Dixit (sinh 15 tháng 5 năm 1967), diễn viên Ấn Độ. Các phim tiêu biểu cô đóng: Tezaab (1988), Dil (1990), Saajan (1991), Beta (1992), Hum Aapke Hain Koun..! (1994) và Raja (1995), Dil To Pagal Hai (1997). Cô giành 5 giải Filmfare.

## Các phim đã đóng
| Năm  | Phim                     | Vai diễn                                        | Notes                                                |
| ---- | ------------------------ | ----------------------------------------------- | ---------------------------------------------------- |
| 1984 | Abodh                    | Gauri                                           |                                                      |
| 1985 | Awara Baap               | Barkha                                          |                                                      |
| 1986 | Swati                    | Anandi                                          |                                                      |
| 1986 | Manav Hatya              |                                                 |                                                      |
| 1987 | Mohre                    | Maya                                            |                                                      |
| 1987 | Hifazat                  | Janki                                           |                                                      |
| 1987 | Uttar Dakshin            | Chanda                                          |                                                      |
| 1988 | Khatron Ke Khiladi       | Kavita                                          |                                                      |
| 1988 | Dayavan                  | Neela Velhu                                     |                                                      |
| 1988 | Tezaab                   | Mohini                                          | Nominated—Filmfare Award for Best Actress            |
| 1989 | Vardi                    | Jaya                                            |                                                      |
| 1989 | Ram Lakhan               | Radha                                           |                                                      |
| 1989 | Prem Pratigyaa           | Laxmi                                           | Nominated—Filmfare Best Actress Award                |
| 1989 | Ilaaka                   | Vidya                                           |                                                      |
| 1989 | Mujrim                   | Sonia                                           |                                                      |
| 1989 | Tridev                   | Divya Mathur                                    |                                                      |
| 1989 | Kanoon Apna Apna         | Bharathi                                        |                                                      |
| 1989 | Parinda                  | Paro                                            |                                                      |
| 1989 | Paap Ka Ant              |                                                 |                                                      |
| 1990 | Maha-Sangram             | Jhumri                                          |                                                      |
| 1990 | Kishen Kanhaiya          | Anju                                            |                                                      |
| 1990 | Izzatdaar                | Mohini                                          |                                                      |
| 1990 | Dil                      | Madhu Mehra                                     | Filmfare Best Actress Award                          |
| 1990 | Deewana Mujh Sa Nahin    | Anita                                           |                                                      |
| 1990 | Jeevan Ek Sangharsh      | Madhu Sen                                       |                                                      |
| 1990 | Sailaab                  | Dr. Sushma Malhotra                             |                                                      |
| 1990 | Jamai Raja               | Rekha                                           |                                                      |
| 1990 | Thanedaar                | Chanda                                          |                                                      |
| 1991 | Pyar Ka Devta            | Devi                                            |                                                      |
| 1991 | Khilaaf                  | Sweta                                           |                                                      |
| 1991 | 100 Days                 | Devi                                            |                                                      |
| 1991 | Pratikar                 | Madhu                                           |                                                      |
| 1991 | Saajan                   | Pooja                                           | Nominated—Filmfare Best Actress Award                |
| 1991 | Prahaar                  | Shirley                                         |                                                      |
| 1992 | Beta                     | Saraswati                                       | Filmfare Best Actress Award                          |
| 1992 | Zindagi Ek Jua           | Juhi                                            |                                                      |
| 1992 | Prem Deewane             | Shivangi Mehra                                  |                                                      |
| 1992 | Khel                     | Seema/Dr.Jadi Buti                              |                                                      |
| 1992 | Sangeet                  | Nirmala Devi & Sangeeta                         |                                                      |
| 1993 | Dharavi                  | Dreamgirl                                       |                                                      |
| 1993 | Sahibaan                 | Sahibaan                                        |                                                      |
| 1993 | Khalnayak                | Ganga (Gangotri Devi)                           | Nominated—Filmfare Best Actress Award                |
| 1993 | Phool                    | Guddi                                           |                                                      |
| 1993 | Dil Tera Aashiq          | Sonia Khanna/Savitri Devi                       |                                                      |
| 1993 | Aasoo Bane Angaarey      |                                                 |                                                      |
| 1994 | Anjaam                   | Shivani Chopra                                  | Nominated—Filmfare Best Actress Award                |
| 1994 | Hum Aapke Hain Koun..!   | Nisha Choudhury                                 | Filmfare Best Actress Award                          |
| 1995 | Raja                     | Madhu Garewal                                   | Nominated—Filmfare Best Actress Award                |
| 1995 | Yaraana                  | Lalita/Shikha                                   | Nominated—Filmfare Best Actress Award                |
| 1995 | Paappi Devataa           | Reshma                                          |                                                      |
| 1996 | Prem Granth              | Kajri                                           |                                                      |
| 1996 | Raj Kumar                | Rajkumari Vishaka                               |                                                      |
| 1997 | Koyla                    | Gauri                                           |                                                      |
| 1997 | Mahaanta                 | Jenny Pinto                                     |                                                      |
| 1997 | Mrityudand               | Ketki                                           |                                                      |
| 1997 | Mohabbat                 | Shweta Sharma                                   |                                                      |
| 1997 | Dil To Pagal Hai         | Pooja                                           | Filmfare Best Actress Award                          |
| 1998 | Bade Miyan Chhote Miyan  | Herself                                         | Special appearance                                   |
| 1998 | Wajood                   | Apoorva Choudhury                               |                                                      |
| 1999 | Aarzoo                   | Pooja                                           |                                                      |
| 2000 | Pukar                    | Anjali                                          | Nominated—Filmfare Best Actress Award                |
| 2000 | Gaja Gamini              | Gaja Gamini/Sangita/Shakuntala/Monika/Mona Lisa |                                                      |
| 2001 | Yeh Raaste Hain Pyaar Ke | Neha                                            |                                                      |
| 2001 | Lajja                    | Janki                                           | Nominated—Filmfare Award for Best Supporting Actress |
| 2002 | Hum Tumhare Hain Sanam   | Radha                                           |                                                      |
| 2002 | Devdas                   | Chandramukhi                                    | Filmfare Award for Best Supporting Actress           |
| 2007 | Aaja Nachle              | Diya                                            | Nominated—Filmfare Best Actress Award                |
| 2012 | Dedh Ishqiya             |                                                 | Announced                                            |
| 2013 | Gulab Gang               |                                                 | Announced                                            |

Vào năm 2012, cô được trao giải Platinum Diva nhờ những cống hiến trong điện ảnh.